# Niger ai Giochi della XXXI Olimpiade
Il Niger ha partecipato ai Giochi della XXXI Olimpiade, che si sono svolti a Rio de Janeiro, Brasile, dal 5 al 21 agosto 2016, con una delegazione di sei atleti impegnati in quattro discipline.
Portabandiera alla cerimonia di apertura è stato Abdoulrazak Issoufou, che avrebbe conquistato una medaglia d'argento nel taekwondo: per il Niger si tratta della prima medaglia d'argento olimpica e della seconda in assoluto dopo il bronzo di Issaka Daboré a Monaco di Baviera 1972.

## Medaglie
| Medaglia | Nome                 | Sport     | Evento      |
| -------- | -------------------- | --------- | ----------- |
| Argento  | Abdoulrazak Issoufou | Taekwondo | oltre 80 kg |